# Hermann Hirt
Hermann Hirt (ur. 19 grudnia 1865 w Magdeburgu, zm. 12 września 1936 w Gießen) – niemiecki językoznawca, indoeuropeista.

## Życiorys
Studiował językoznawstwo indoeuropejskie na uniwersytetach w Lipsku i Fryburgu Bryzgowijskim. W roku 1889 uzyskał stopień doktora filologii germańskiej na uniwersytecie w Lipsku. W 1891 w Lipsku habilitował się z języków indoeuropejskich. W 1896 został profesorem Uniwersytetu w Lipsku. Od 1912 był profesorem gramatyki porównawczej języków indoeuropejskich na Uniwersytecie w Gießen.

## Badania naukowe
Badania Hermanna Hirta dotyczyły głównie historii języków indoeuropejskich oraz języka praindoeuropejskiego. Wiele jego prac jest poświęconych akcentuacji i apofonii indoeuropejskiej. Jego zainteresowania badawcze dotyczyły nie tylko języka, ale również kultury ludów okresu praindoeuropejskiego.
Zdaniem Adama Heinza 7-tomowa Indogermanische Grammatik Hirta zajmuje w indoeuropeistyce miejsce szczególne. Z jednej strony świadczy o ogromnej erudycji autora, z drugiej jednak zawiera często poglądy subiektywne. W rezultacie więc dzieło Hirta nie zdołało zastąpić pracy Karla Brugmanna Grundriss der vergleichenden Grammatik der indogermanischen Sprachen.

## Główne publikacje
- 1896: „Der indogermanische Akzent”
- 1900: „Der indogermanische Ablaut”
- 1905–1907: „Die Indogermanen. Ihre Verbreitung, ihre Urheimat und ihre Kultur”, t. 1–2.
- 1909: „Etymologie der neuhochdeutschen Sprache”
- 1921–1937: „Indogermanische Grammatik”, t. 1–7
- 1931–1934: „Handbuch des Urgermanischen”. t. 1–3.
- 1939: „Die Hauptprobleme der indogermanischen Sprachwissenschaft”